# Valmet M-78/83S
Valmet M-78/83S — финская снайперская винтовка, созданная на основе пулемёта Valmet M-78.

## История
В 1983 году фирма Valmet из Финляндии разработала винтовку M-78/83S под известный американский патрон — 7,62×51 мм НАТО (.308 Winchester).

## Варианты
Винтовка Valmet M-78/83S является малой доработкой автоматической винтовки Valmet M-78, разработана на основе семейства автоматов Valmet Rk 62, Rk 71, Rk 76 (которые по устройству являются детальной копией АК).

## Устройство
Винтовка Valmet M-78/83S не может в отличие от M-78 вести автоматический огонь, оснащается прикладом скелетной структуры, имеет кронштейн для фиксации оптических прицелов.
Снайперская винтовка Valmet M-78/83S пользуется таким же механизмом автоматики и устройством, что автоматические винтовки и автоматы семейства Valmet — отвод пороховых газов с закрытием ствола поворотом затвора. Ударно-спусковое устройство по сравнению с автоматическими винтовками Valmet позволяет вести огонь лишь одиночными выстрелами. Конструкционные прицелы заимствованы от Valmet M-78 и фиксируются над ствольной коробкой на дуле. Слева ствола есть особые приспособления для фиксации кронштейна под оптический прицел. Ствольная коробка — штампованная. Перезарядка винтовки производится из коробчатых магазинов, подходящих к остальным винтовкам семейства Valmet под патрон 7.62х51 мм (.308 Winchester), вместимостью в 10 и 15 припасов. Приклад скелетного типа и цевье — деревянные или пластиковые. На цевье, для транспортировки винтовки, создана вероятность установки складного держателя.
Снайперская винтовка оснащается складывающейся сошкой, закрепленной под ствольной коробкой, также имеющейся в пулемете Valmet M-78.
Винтовка Valmet M-78/83S, так же как и автоматические винтовки и автоматы фирмы Valmet имеет возможность крепления штык-ножа.